# St. Marien (Remscheid)

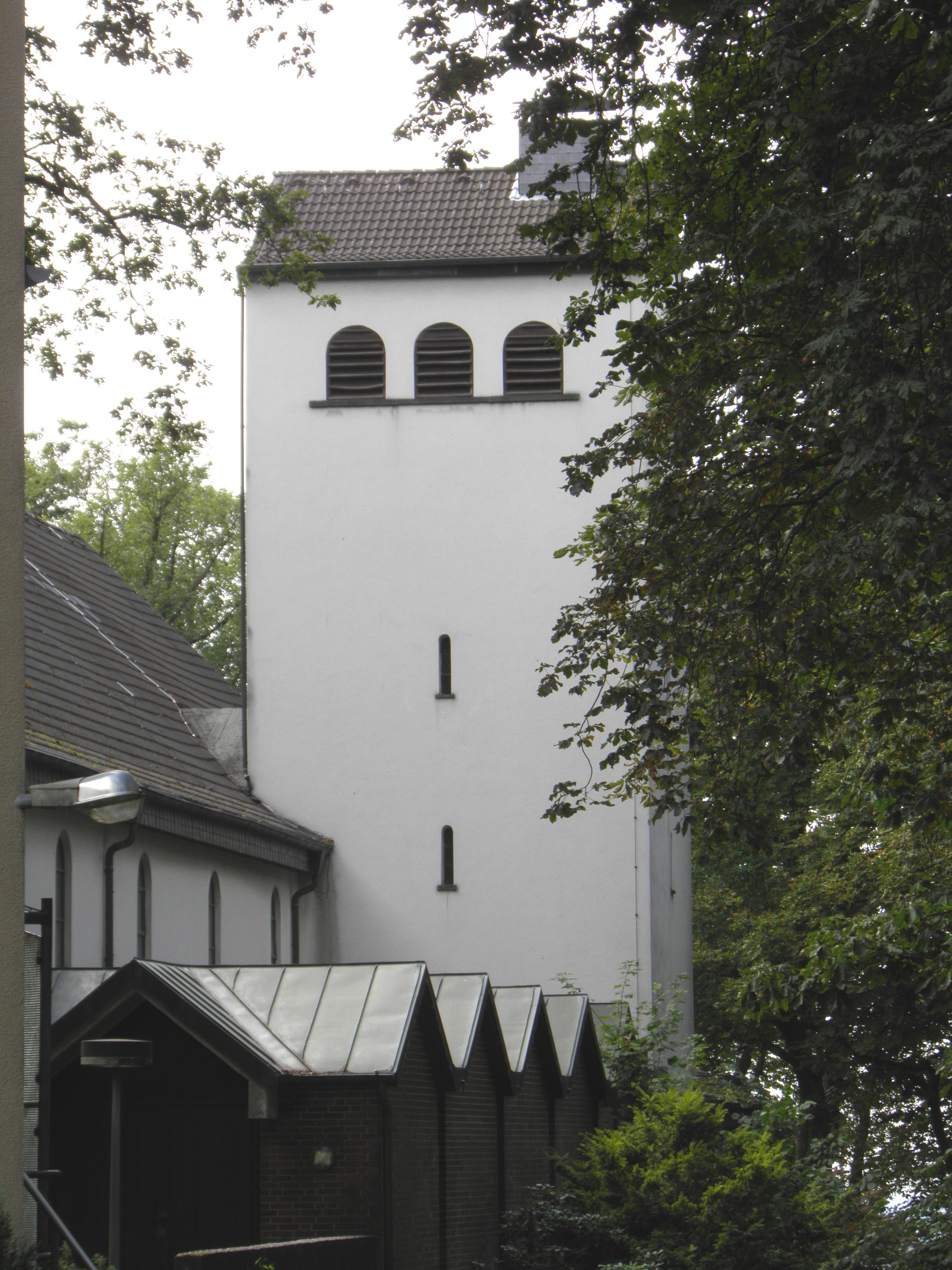
Kirche St. Marien

Die Kirche St. Marien ist eine römisch-katholische Kirche in der Stadt Remscheid in Nordrhein-Westfalen. 

## Geschichte
Auf Betreiben des 1905 gegründeten Kirchbauvereins wurde die Kirche 1929–1930 nach den Plänen der Düsseldorfer Architekten Tietmann & Haake gebaut. Die Einweihung fand am 29. Juni 1930 statt.
Die Kirche war bis zum 1. November 1951 keine eigenständige Pfarrgemeinde, sondern gehörte zur Pfarrei St. Suitbertus. Heute gehört die Kirche wieder zur Pfarrei St. Suitbertus im Dekanat Remscheid im Erzbistum Köln. Am 1. Januar 2011 haben sich die früher selbständigen Kirchengemeinden St. Engelbert, St. Marien, St. Suitbertus und St. Josef zur Pfarrei St. Suitbertus zusammengeschlossen.

## Fenster
Das zentrale Bildfenster im Altarraum Maria Königin des Friedens schuf Wilhelm Pütz um 1935. Die übrigen Fenster gestaltete Winfried Heinrichs 1970.

## Orgel
Die Orgel wurde von dem Orgelbauer Kreienbrink (Osnabrück) erbaut. Das Instrument hat 18 Register auf zwei Manualen und Pedal. Die Trakturen sind mechanisch.
| I Hauptwerk C– |    |
| Prinzipal      | 8′ |
| Rohrflöte      | 8′ |
| Oktave         | 4′ |
| Gedacktflöte   | 4′ |
| Nachthorn      | 2′ |
| Mixtur IV      |    |
| Trompete       | 8′ |

| II Brustwerk C–   |       |
| Gedackt           | 8′    |
| Blockflöte        | 4′    |
| Prinzipal         | 2′    |
| Quinte            | 1 ⁄3′ |
| Scharffcymbel III |       |
| Vox Humana        | 8′    |

| Pedal C–    |     |
| Subbaß      | 16′ |
| Offenbaß    | 8′  |
| Choralbaß   | 4′  |
| Piffaro III |     |
| Posaune     | 16′ |

- Koppeln: II/I, I/P, II/P